# Brofjorden
Brofjorden est un fjord situé dans la municipalité de Lysekil en Suède. C'est aussi un port, le plus important en Suède pour le pétrole.

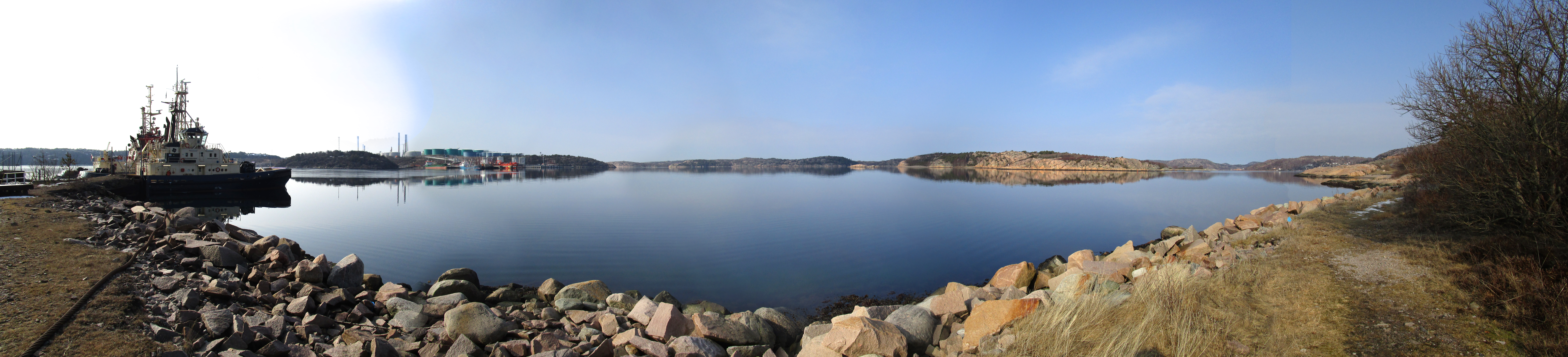
Panorama de Brofjorden

Falaises Krigsgiljan dans le Brofjorden vers Loddebo. Août 2017.

L'île de Ryxö, réserve naturelle dans le Brofjorden. Sur la gauche la raffinerie de pétrole de Preemraff. En bas un quai pour une ancienne exploitation de granit. Juin 2018.

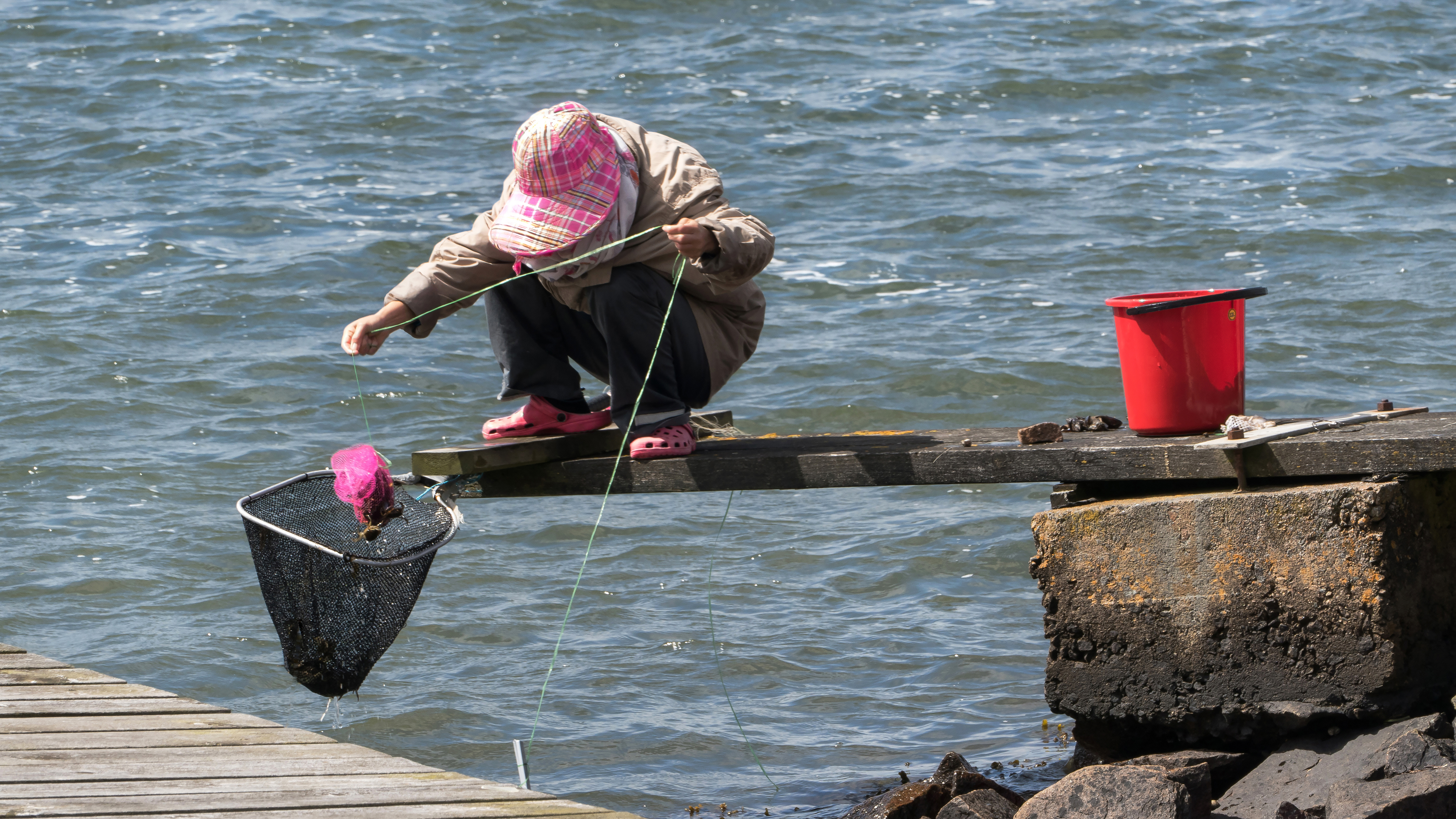
Pêcheuse de crabes (des crabes verts) dans le Brofjorden. Juin 2017.
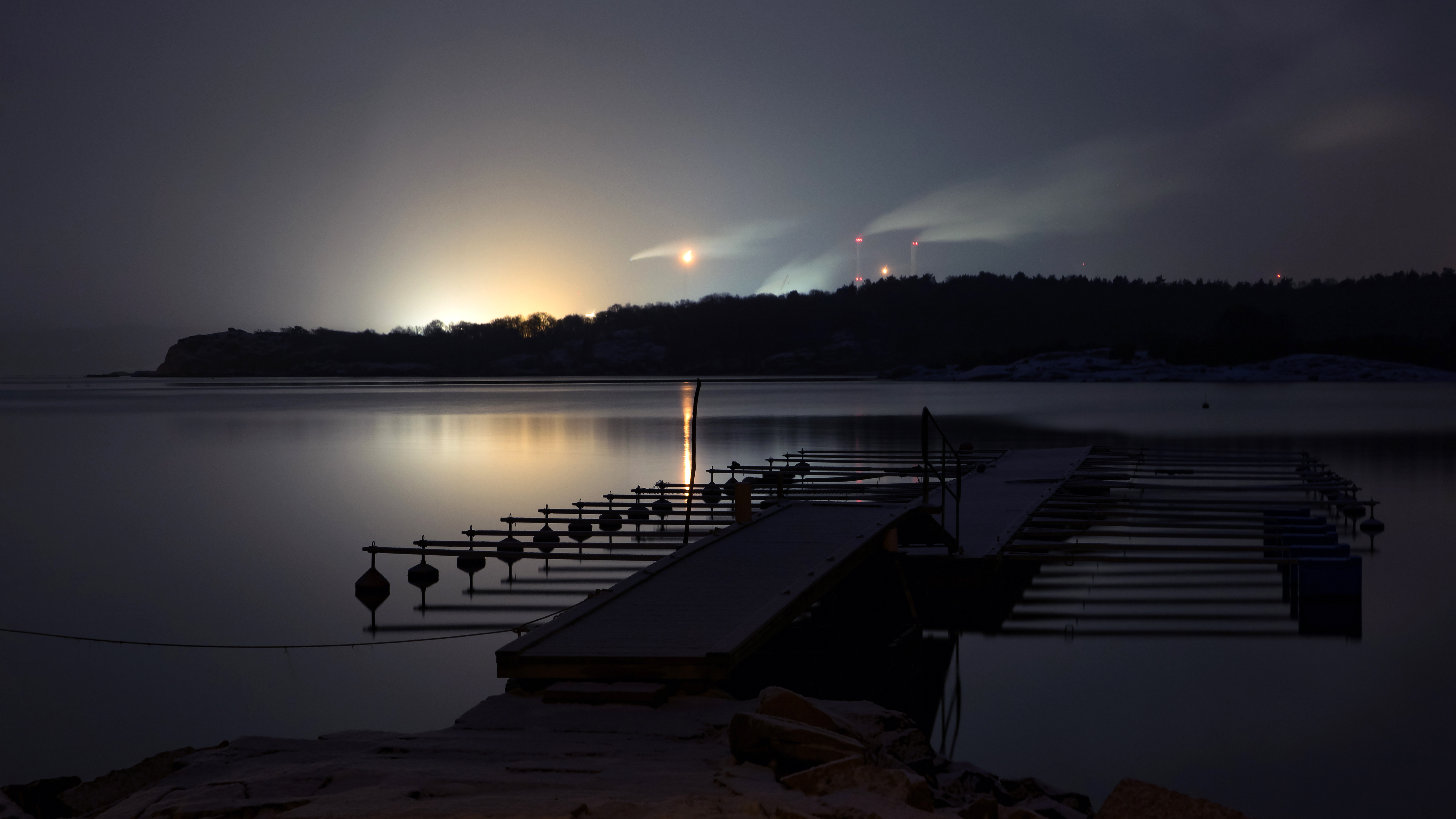
Vue de Holländaröd vers le Brofjorden, l'ile Ryxö et la raffinerie Preemraff sous une nuit neigeuse. Dans de telles nuits, la neige capte et renvoie les lumières et illumine ainsi tout le fjord. La raffinerie est à environ 5 km. Février 2018.
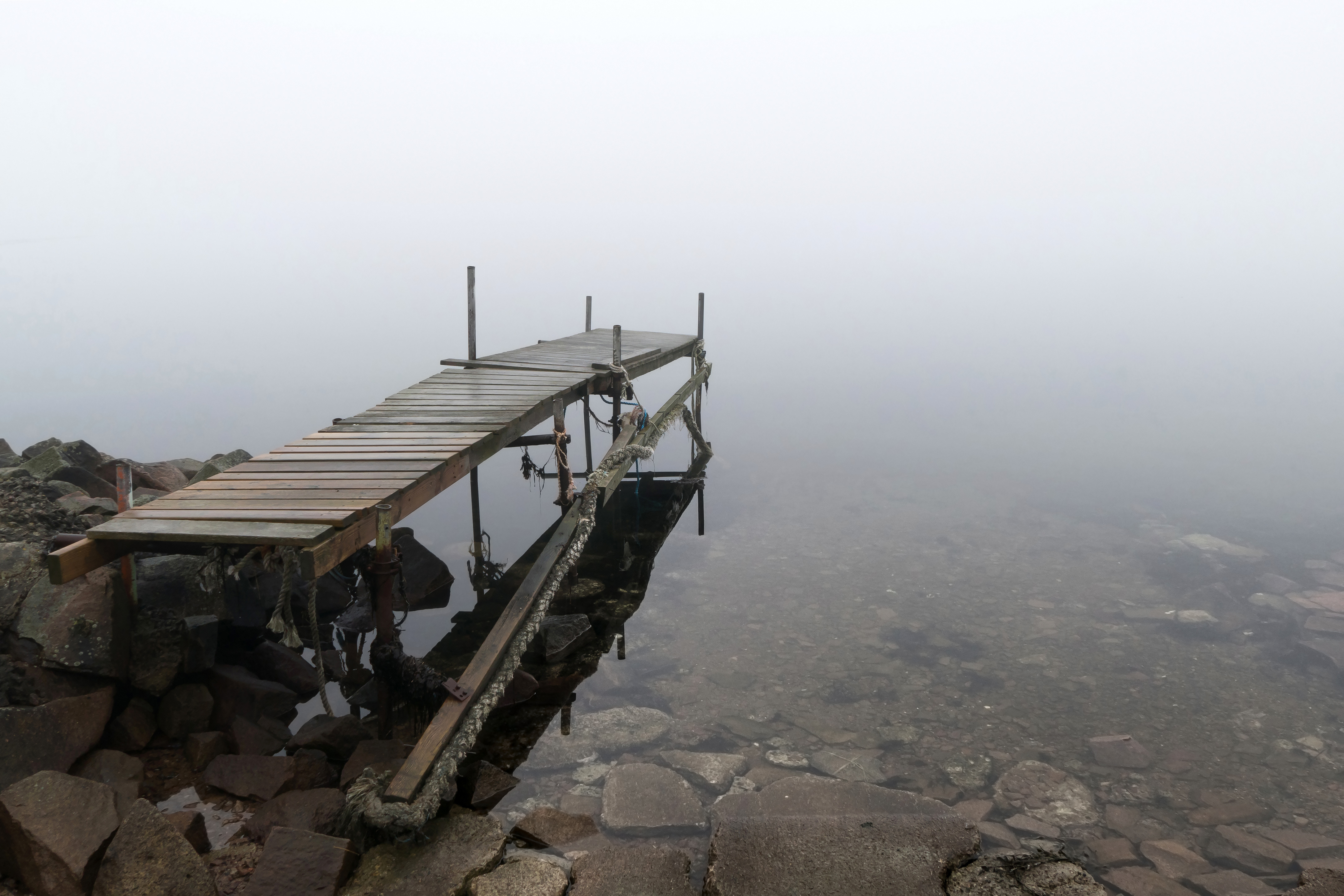
Une petite jetée dans le Brofjorden, à Holländaröd, Lysekil (commune). Mars 2018.
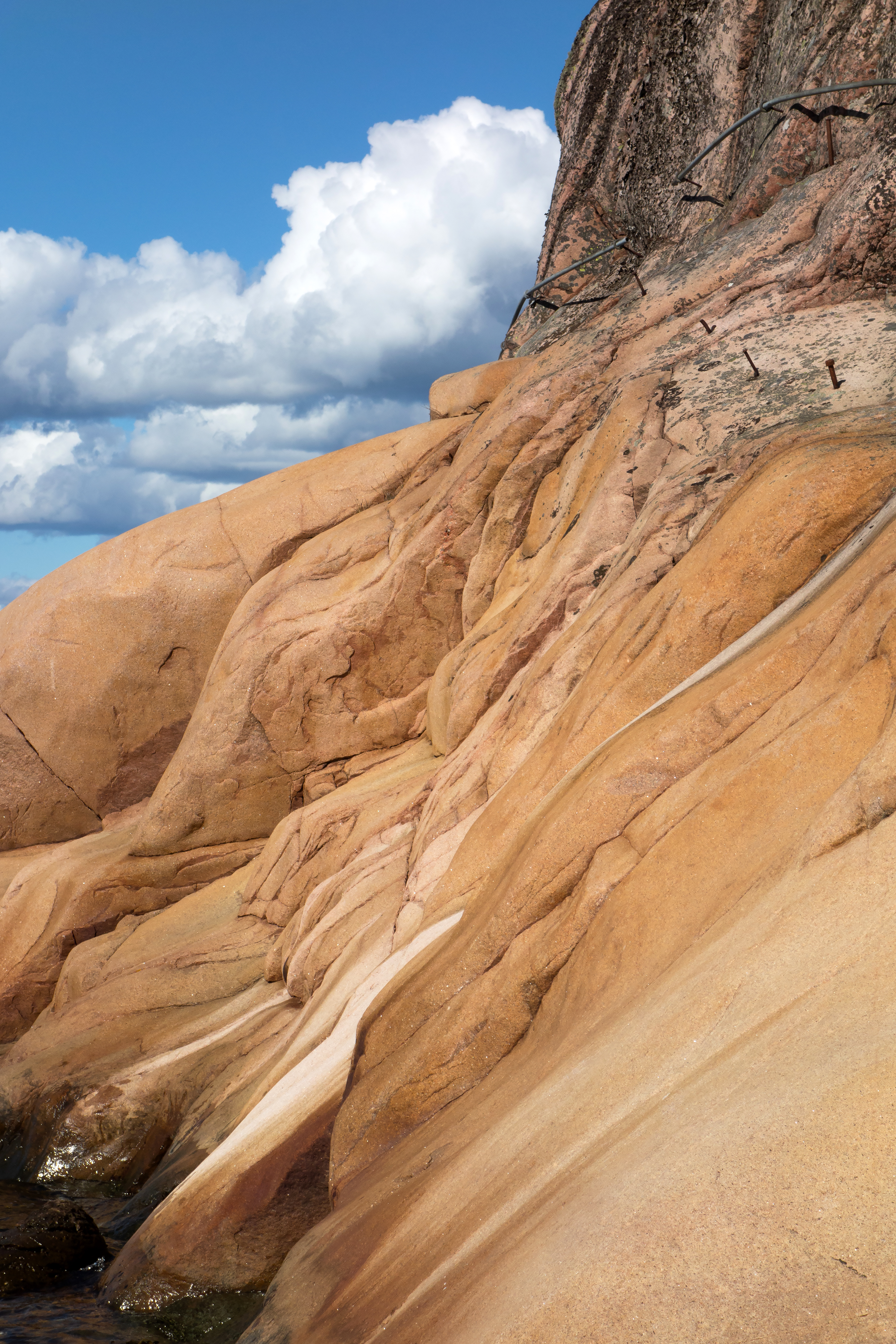
Une falaise de granit avec des inclusions de feldspath, dans le Brofjorden.
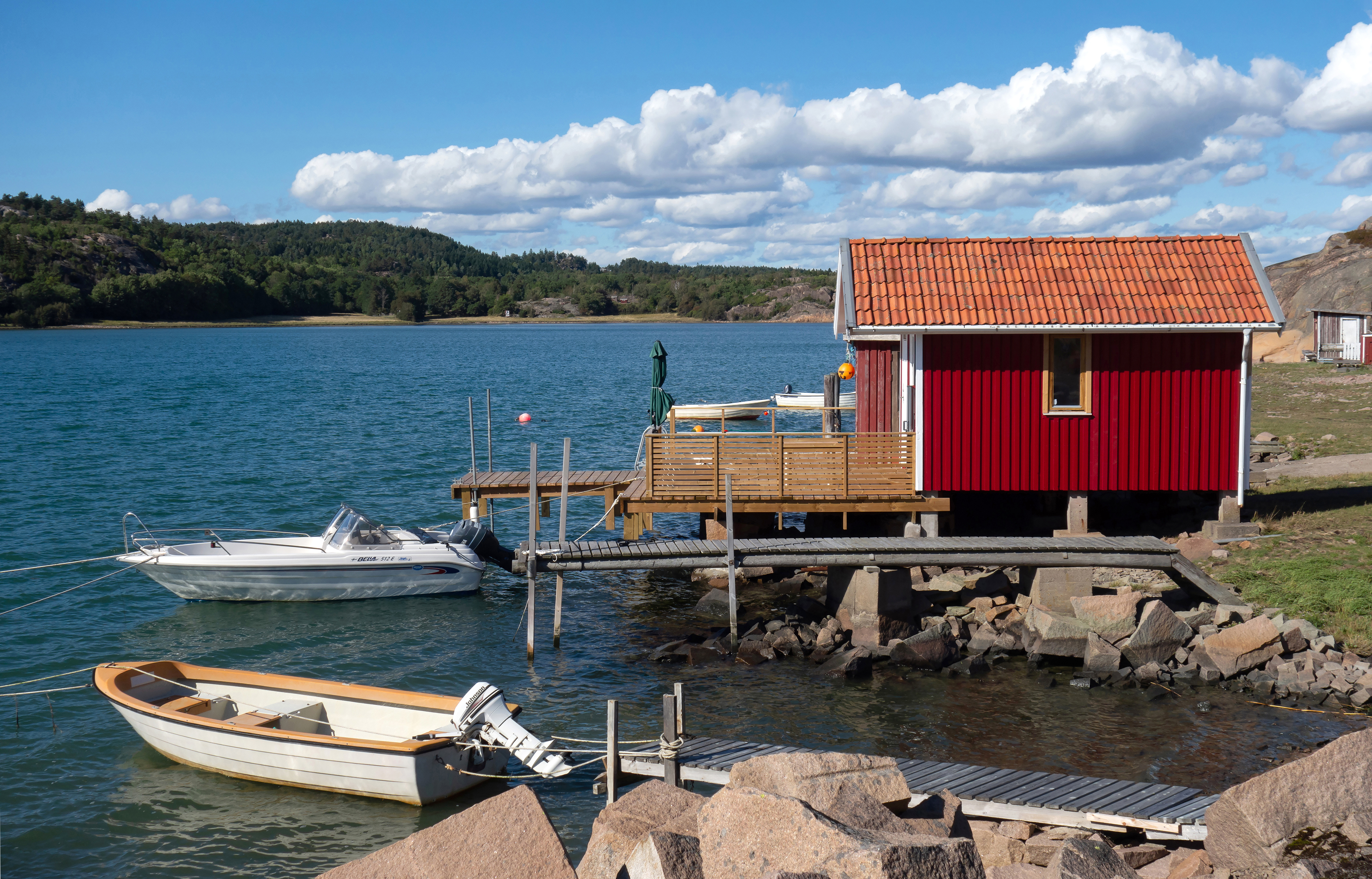
Cabane de pêcheur avec ses jetées et ses bateaux dans le Brofjorden. Aout 2018.
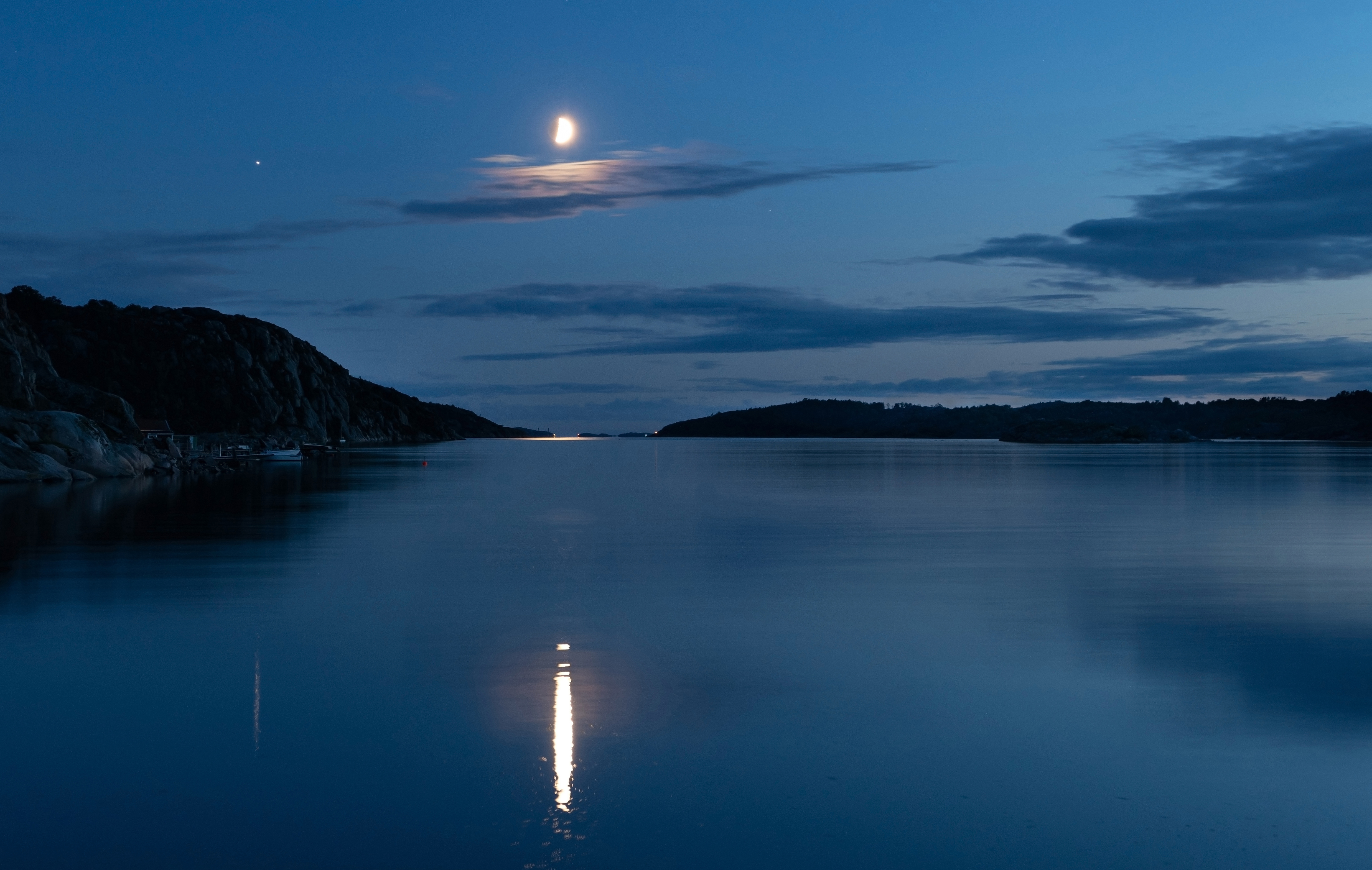
La Lune se reflétant dans le Brofjorden. Septembre 2019.
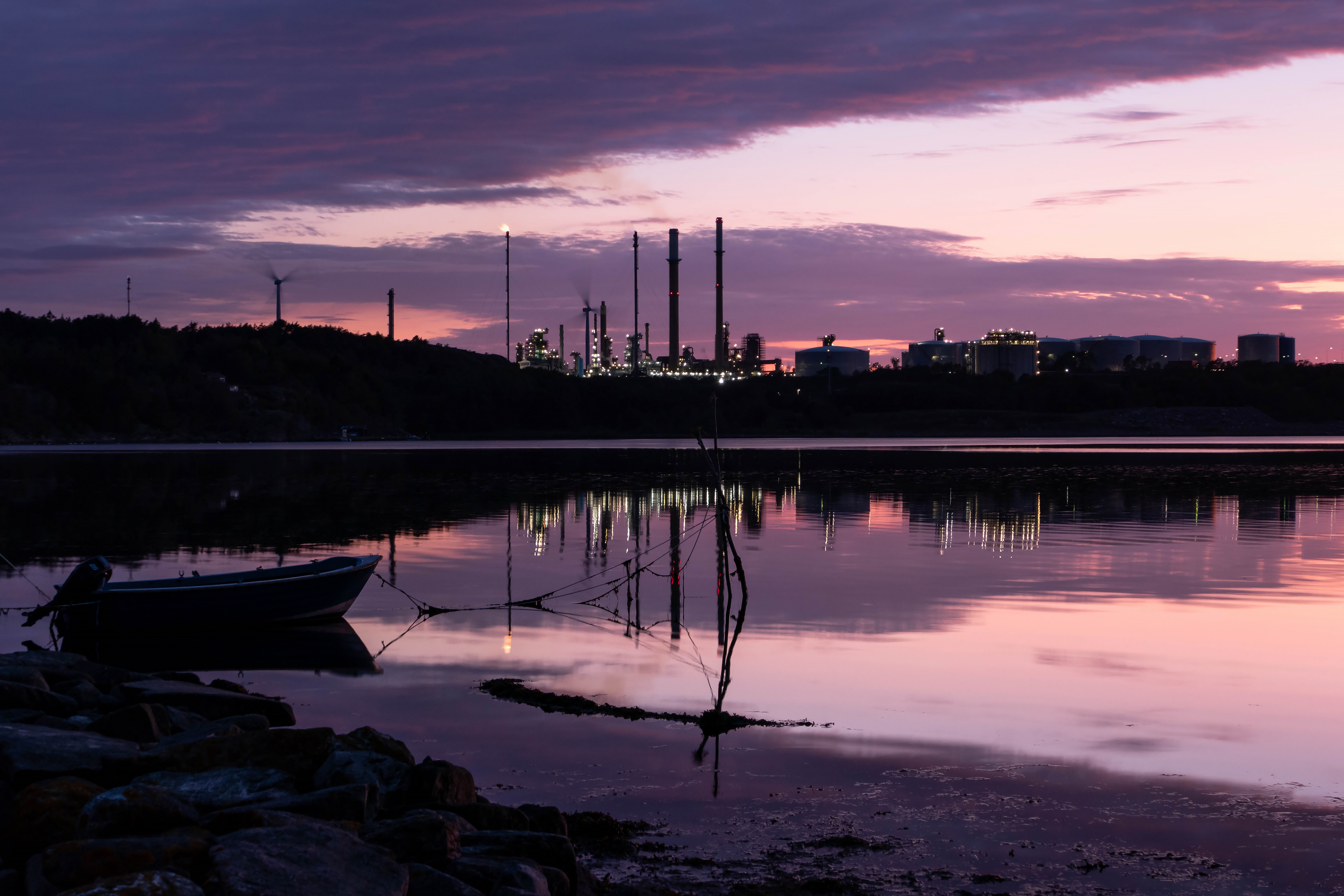
Soleil couchant sur Trommekilen, vu depuis Norrkila, à Lysekil (commune), dans le Brofjorden. Septembre 2019.
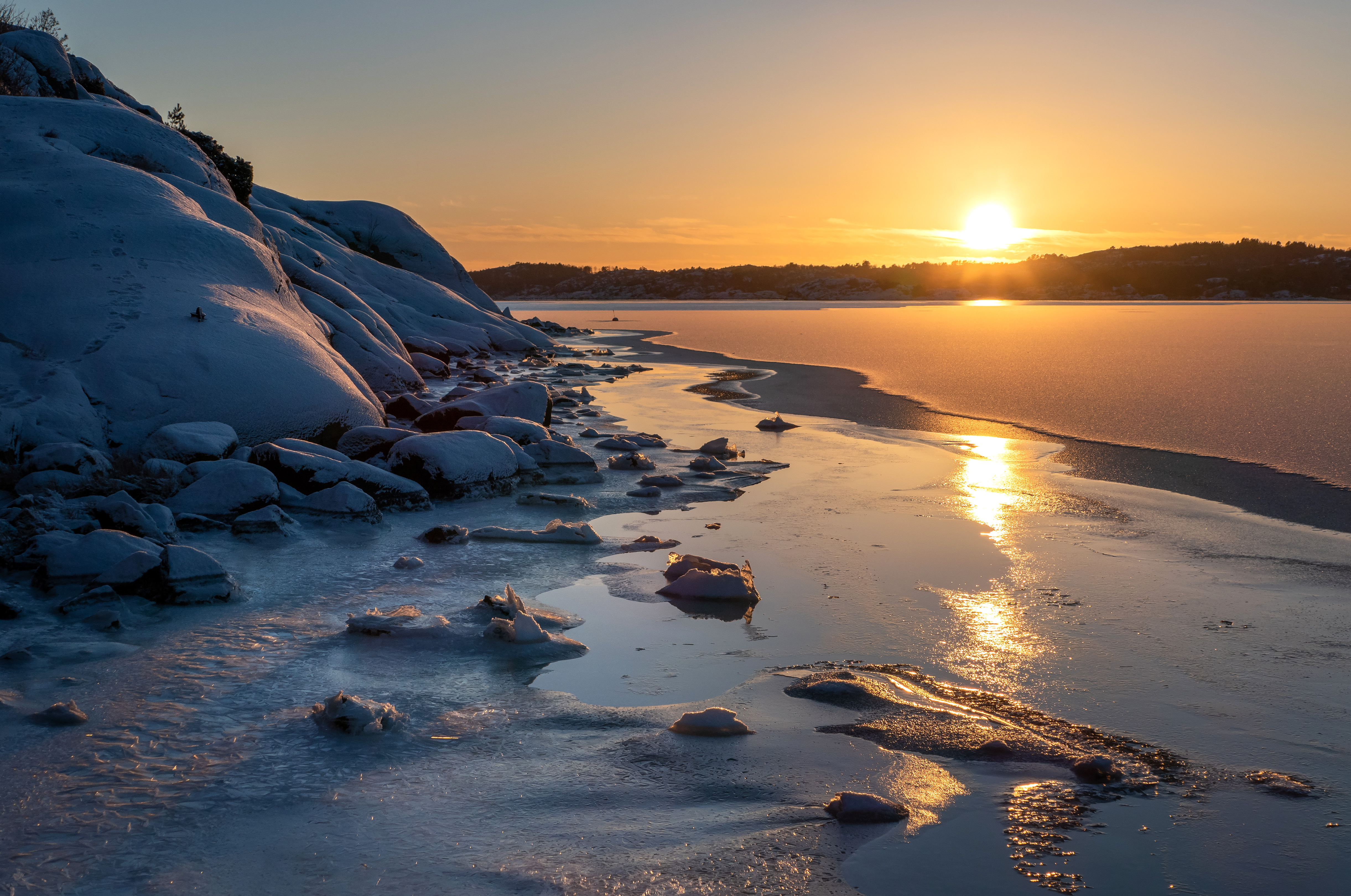
Soleil couchant se reflétant sur la glace du Brofjorden. Janvier 2021.